# Wolfgang Ullmann
Wolfgang Ullmann (ur. 18 sierpnia 1929 w Bad Gottleuba, zm. 30 lipca 2004 w Adorf/Vogtland) – niemiecki teolog, duchowny protestancki i polityk, minister bez teki, parlamentarzysta krajowy, poseł do Parlamentu Europejskiego IV kadencji.

## Życiorys
Studiował teologię protestancką i filozofię w Kirchliche Hochschule w Berlinie Zachodnim, a następnie na Uniwersytecie w Getyndze. Po uzyskaniu doktoratu z teologii w 1954 powrócił do Niemieckiej Republiki Demokratycznej. Został wikariuszem w parafii w Colmnitz pod Freibergiem, a następnie jej proboszczem. Od 1963 wykładał historię chrześcijaństwa w seminarium duchownym w Naumburgu. Od 1978 zajmował stanowisko docenta w Sprachenkonvikt Berlin, studium prowadzonym przez Kościół Ewangelicki Brandenburgii i Berlina w NRD.
W drugiej połowie lat 80. zaangażowany w działalność opozycyjną, m.in. w 1989 był współzałożycielem ruchu obywatelskiego Demokratie Jetzt. Od lutego do kwietnia 1990 sprawował urząd ministra bez teki w przejściowym rządzie NRD kierowanym przez Hansa Modrowa. Działacz Związku 90, od marca do października 1990 zasiadał w Volkskammerze, pełniąc funkcję jej wiceprzewodniczącego. Następnie do 1994 z ramienia Zielonych sprawował mandat posła do Bundestagu.
Od 1994 do 1999 był eurodeputowanym IV kadencji, wchodząc w skład Grupy Zielonych i zajmując stanowisko wiceprzewodniczącego Komisji ds. Petycji.
Zmarł w 2004 podczas pobytu wypoczynkowego w Rudawach.